# 馬克·塔米
馬克·塔米爵士（英語：Sir Mark Tami，1962年10月3日—）是一位威爾斯政治人物，他的黨籍是工黨。自2001年開始，他擔任艾林和迪賽德選區選出的英國下議院議員。他出生在恩菲爾德。